# Bo Erik Emthén
Bo Erik Emthén (ur. 27 lutego 1946) – szwedzki urzędnik konsularny i dyplomata.
Pracownik szwedzkiej służby zagranicznej, w której pełnił funkcję m.in. attaché handlowego w Bagdadzie (1982-1984), konsula generalnego w Gdańsku (1999) i Hamburgu (2003-2007), ambasadora w Luandzie (2009-2012) i dyrektora Departamentu Europy Wschodniej i Azji Centralnej Ministerstwa Spraw Zagranicznych.